# Jan Brewer
Jan Brewer, właśc. Janice Kay Brewer (ur. 26 września 1944 w Los Angeles) – amerykańska polityk, członkini Partii Republikańskiej. Od 21 stycznia 2009 do 5 stycznia 2015 pełniła urząd gubernatora stanu Arizona.

## Życiorys
Urodziła się w Hollywood, jednak jej rodzice nie mieli nic wspólnego ze światem filmu. Ojciec był cywilnym pracownikiem wojska. Janice wychowywała się w Nevadzie i Kalifornii. Wkrótce po ślubie z Johnem Brewerem przeniosła się do największego miasta Arizony, Phoenix, skąd pochodzi jej mąż. Potem osiedli w Glendale, gdzie jej mąż z powodzeniem prowadził praktykę kręgarską, a zarobione w ten sposób pieniądze inwestował w nieruchomości.
Brewer rozpoczęła karierę polityczną w 1983, gdy została wybrana do Izby Reprezentantów Arizony. W 1987 przeniosła się do izby wyższej stanowego parlamentu – Senatu Arizony. W 1996 stanęła na czele władz hrabstwa Maricopa, które w czasie jej sześcioletnich rządów przeszło od potężnego zadłużenia do pozycji jednego z najzamożniejszych samorządów w USA. W 2002 została wybrana na urząd sekretarza stanu Arizony, co jest tam drugim najwyższym urzędem władzy wykonawczej po gubernatorze (w Arizonie nie ma funkcji zastępcy gubernatora). Kiedy w styczniu 2009 gubernator Janet Napolitano zrezygnowała, aby móc objąć stanowisko sekretarz bezpieczeństwa wewnętrznego w gabinecie prezydenta Baracka Obamy, z mocy prawa Brewer automatycznie została gubernatorem na czas pozostały do końca kadencji, czyli do stycznia 2011 roku. W listopadzie 2010 pokonała w wyborach kandydata Partii Demokratycznej Terry'ego Goddarda, ówczesnego prokuratora generalnego stanu, i została wybrana na pierwszą pełną kadencję.
Brewer zasłynęła w USA i poza granicami kraju przede wszystkim za sprawą podpisanej przez siebie ustawy parlamentu stanowego znacznie zaostrzającej traktowanie imigrantów, co ma szczególne znaczenie w Arizonie ze względu na położenie stanu przy granicy z Meksykiem. Nakazuje ona imigrantom stałe noszenie przy sobie dokumentów potwierdzających legalność ich pobytu (co jest sprzeczne z amerykańską tradycją braku dowodów osobistych, a tym bardziej noszenia ich ze sobą). Obliguje także policję do sprawdzania pod tym kątem osób, co do których istnieje podejrzenie, iż mogą przebywać w USA nielegalnie. Czynności te mają być realizowane przy okazji, np. kontroli drogowej. Ustawa uznana została za jedną z najostrzejszych regulacji w dziedzinie polityki imigracyjnej w najnowszej historii USA, zaś przeciwnicy zarzucają jej, iż może prowadzić do dyskryminacji rasowej.
Jest zwolenniczką kary śmierci. Jako gubernator Arizony zezwoliła na przeprowadzenie 14 egzekucji skazanych na śmierć morderców.